# Tully (Somme)
Tully és un municipi francès situat al departament del Somme i a la regió dels Alts de França. L'any 2007 tenia 624 habitants.

## Demografia

### Població
El 2007 la població de fet de Tully era de 624 persones. Hi havia 240 famílies de les quals 60 eren unipersonals (20 homes vivint sols i 40 dones vivint soles), 72 parelles sense fills, 84 parelles amb fills i 24 famílies monoparentals amb fills.
La població ha evolucionat segons el següent gràfic:
Habitants censats

### Habitatges
El 2007 hi havia 277 habitatges, 247 eren l'habitatge principal de la família, 9 eren segones residències i 21 estaven desocupats. Tots els 276 habitatges eren cases. Dels 247 habitatges principals, 202 estaven ocupats pels seus propietaris, 36 estaven llogats i ocupats pels llogaters i 9 estaven cedits a títol gratuït; 1 tenia una cambra, 5 en tenien dues, 53 en tenien tres, 83 en tenien quatre i 105 en tenien cinc o més. 145 habitatges disposaven pel capbaix d'una plaça de pàrquing. A 113 habitatges hi havia un automòbil i a 85 n'hi havia dos o més.

### Piràmide de població
La piràmide de població per edats i sexe el 2009 era:
| Homes | Edats   | Dones |
| ----- | ------- | ----- |
| 0     | 95 o +  | 0     |
| 0     | 90 a 94 | 4     |
| 0     | 85 a 89 | 4     |
| 16    | 80 a 84 | 16    |
| 4     | 75 a 79 | 16    |
| 8     | 70 a 74 | 8     |
| 16    | 65 a 69 | 16    |
| 16    | 60 a 64 | 20    |
| 20    | 55 a 59 | 4     |
| 36    | 50 a 54 | 24    |
| 12    | 45 a 49 | 16    |
| 24    | 40 a 44 | 8     |
| 20    | 35 a 39 | 28    |
| 24    | 30 a 34 | 8     |
| 36    | 25 a 29 | 44    |
| 20    | 20 a 24 | 24    |
| 16    | 15 a 19 | 20    |
| 16    | 10 a 14 | 8     |
| 16    | 5 a 9   | 20    |
| 24    | 0 a 4   | 16    |

## Economia
El 2007 la població en edat de treballar era de 399 persones, 273 eren actives i 126 eren inactives. De les 273 persones actives 242 estaven ocupades (141 homes i 101 dones) i 31 estaven aturades (20 homes i 11 dones). De les 126 persones inactives 39 estaven jubilades, 30 estaven estudiant i 57 estaven classificades com a «altres inactius».

### Ingressos
El 2009 a Tully hi havia 251 unitats fiscals que integraven 637 persones, la mediana anual d'ingressos fiscals per persona era de 16.298 €.

### Activitats econòmiques
Dels 13 establiments que hi havia el 2007, 2 eren d'empreses de fabricació de material elèctric, 2 d'empreses de fabricació d'altres productes industrials, 4 d'empreses de construcció, 1 d'una empresa de comerç i reparació d'automòbils, 1 d'una empresa d'hostatgeria i restauració, 1 d'una empresa immobiliària, 1 d'una empresa de serveis i 1 d'una entitat de l'administració pública.
Dels 4 establiments de servei als particulars que hi havia el 2009, 1 era un paleta, 1 fusteria i 2 electricistes.
L'any 2000 a Tully hi havia 3 explotacions agrícoles.

## Equipaments sanitaris i escolars
El 2009 hi havia una escola elemental.

## Poblacions més properes
El següent diagrama mostra les poblacions més properes.